# Hoka One One
Hoka One One (HOKA) er en amerikansk producent af sportstøj og løbesko. Virksomheden blev etableret i 2009 i Annecy, Frankrig. I 2013 blev Hoka overtaget af Deckers Brands, og de har i dag hovedkvarter i Goleta, Californien.